# آیونیس
آیونیس (انگلیسی: Ionis) شرکت داروسازی آمریکایی است، که در سال ۱۹۸۹ تأسیس شد.